# Frans Maas
Frans Maas (Países Bajos, 13 de julio de 1964) es un atleta neerlandés retirado especializado en la prueba de salto de longitud, en la que consiguió ser medallista de bronce europeo en pista cubierta en 1989.

## Carrera deportiva
En el Campeonato Europeo de Atletismo en Pista Cubierta de 1989 ganó la medalla de bronce en el salto de longitud, con un salto de 8.11 metros, tras su paisano neerlandés Emiel Mellaard  y el español Antonio Corgos (plata con 8.12 metros).